# Alfred (Arne)
Pour les articles homonymes, voir Alfred.
Personnages
- Alfred, roi d'Angleterre
- Eltruda, sa femme
- Édouard, son fils
- Corin, un berger
- Emma, sa femme
- l'Esprit de Britannia

Airs
- Rule, Britannia!

Alfred est une œuvre du compositeur britannique Thomas Arne, d'abord créée sous la forme d'un masque, puis développée pour former un opéra. Elle s'inspire d'un événement historique : la victoire du roi anglo-saxon Alfred le Grand sur les Vikings en 878. Sa conclusion, Rule, Britannia!, est un air patriotique célèbre au Royaume-Uni.

## Histoire
Thomas Arne compose Alfred pour le prince de Galles Frédéric à l'occasion du troisième anniversaire de sa fille, la princesse Augusta. Le livret est l'œuvre de David Mallet et James Thomson. Ce masque est joué pour la première fois à Cliveden le 1er août 1740, qui est également la date anniversaire de l'avènement de Georges Ier, le grand-père du prince de Galles. Le choix du sujet n'est pas anodin, car Frédéric, prince né en Allemagne, cherche alors à se gagner la faveur des Britanniques tout en s'opposant à la politique de son père, le roi Georges II. Ce masque permet donc au prince de se présenter comme un nouvel Alfred, isolé mais promis à la victoire. Lors de la première, la femme d'Arne, Cecilia (en), y interprète l'Esprit de Britannia.
Par la suite, Arne retravaille à plusieurs reprises Alfred. Il en fait un oratorio en 1745, puis un opéra en trois actes en 1753. Cette dernière version est jouée au King's Theater la même année, puis au théâtre de Drury Lane en 1754.

## Synopsis
L'opéra prend place sur l'île d'Athelney, dans le Somerset, en 878. Après sa défaite face aux Vikings, le roi Alfred le Grand s'est réfugié chez un couple de bergers nommés Corin et Emma, sans leur révéler son identité. Inquiet, il adresse une prière à l'Esprit de Britannia. Il est bientôt rejoint par sa femme Eltruda et son fils Édouard. Les bergers ne découvrent l'identité de leurs hôtes qu'au moment du départ d'Alfred, lorsque le roi se prépare à mener à nouveau ses troupes contre les Vikings. Cette fois-ci, la victoire revient aux Anglais, qui entonnent en chœur Rule, Britannia!, l'annonce triomphale de la future suprématie navale britannique.